# Santa Maria del Camp
Santa Maria del Camp, o Monestir del Camp (Monastir del Camp, oficialment en francès), és un antic establiment religiós fundat el 1090 a la comuna rossellonesa de Paçà, a la Catalunya del Nord.
És situat a prop del poble de Vilamulaca i de l'extrem nord-est del terme de Paçà, al nord-est d'aquest poble. A l'entorn de l'antic monestir s'hi ha format modernament un veïnat, tot ell, però, pertanyent a la mateixa explotació agrícola. El 1911 s'hi van fer obres de restauració i consolidació, a càrrec de l'arquitecte Lucien Gallez, i el 1941 i 1953 es van reparar les cobertes dels edificis del conjunt monàstic.

## Història
La llegenda diu que aquest monestir s'aixecà a petició de Carlemany, quan aquest passà per la zona de tornada de la batalla del Coll de Panissars (juny del 785), però el Priorat és físicament almenys dos segles posterior a aquell fet bèl·lic. Segons la tradició, les tropes franques acampades a dues llegües de Paçà cercaven una font; quan un soldat clavà la seva espasa al llit sec d'un riu. L'aigua en brollà tan abundosament que tots pogueren abeurar-se del Riu del Miracle. Carlemany, en agraïment a la Mare de Déu, que havia socorregut l'exèrcit esgotat per la batalla contra els moros, demanà que se li bastís una capella en aquell indret.
El precedent real del monestir fou una església edificada en aquest lloc reedificada per Ramon Hug d'Empúries, bisbe d'Elna, entre el 1064 i el 1087. Tres anys després, el seu propietari, Ramon Guillem de Rocabertí, la cedí a Pere Rigau, fundador també de Santa Maria de Vilabertran, perquè hi establís una canònica regular, però hi hagué una altra cessió, el 1111, aquesta al bisbe d'Elna, Artal II, cosa que provocà un litigi entre Vilabertran i Elna, resolt a favor del poder episcopal. Artal II hi acollí una comunitat de canonges agustins, que hi fou establerta el 1116.
El priorat romangué sota la jurisdicció del bisbe, però gaudí sempre d'una gran autonomia tant econòmica com d'actuació. D'altres bisbes, com Pere Bernat i Udalgar de Castellnou, així com nombrosos particulars de la zona, continuaren fent donacions a Santa Maria del Camp, de manera que està documentat en una butlla del papa Alexandre III de l'any 1136 que el monestir posseïa les església de Sant Pere de Paçà, Sant Esteve de les Vinyes, Santa Maria del Vilar de Reiners, Sant Martí de Llauró i Santa Maria de Vilarmilà.
A partir del segle xv, com altres petites comunitats de la regió, començà una progressiva decadència, tant de vocacions religioses com de caràcter econòmic. Finalment, Climent VIII secularitzà el convent per una butlla papal del 1592 i el vinculà al monestir de Sant Martí del Canigó. Subsistí com a priorat secular fins al 1786, moment en què es fusionà amb la comunitat de sant Mateu de Perpinyà. El 1794 l'Estat s'apropià del monestir i hi establí un hospital militar, fins que poc després fou venut a la família Jaubert de Paçà. Aquesta família l'ha ocupat des d'aleshores, com a centre de l'explotació agrícola d'aquesta família. En l'actualitat s'hi conserva la biblioteca, documents i escrits d'un gran representant de la família, Francesc Jaume Jaubert de Paçà.

### Els priors de Santa Maria del Camp
Priorologi que s'ha pogut establir a partir de la documentació conservada:
- Enric (1070)
- Ramon (1116)
- Ponç (1131 - 1163)
- Ramon (1199)
- Guillem (1204 - 1212)
- Pere (1242 - 1243)
- Guillem (1243 - 1248)
- Bernat (1301)
- Dalmau Puig (1395 - 1396)
- Guillem Vallespir (1396 - 1399)
- Guillem Capell (1399)
- Miquel Carrera (1404 - 1413)
- Guillem Moles (1430 - 1437)
- Ramon Bac (1439 - 1442)
- Ramon de Salvetat (1450 - 1468)
- Pere Renart (1476 - 1484)
- Carles de Martigni (1485 - 1495)
- Jaume Ferrand (1513)
- Diego Fernando de Argota (1519 - 1540)
- Guerau Vilana (1583 - 1587)
- Narcís Vila (1587 - 1606)
- Jeroni Ribera (1615 - 1620)
- Joan Baptista Chiaveri i Valentí (1645 - 1683)
- Josep de la Tremville (1685)
- Pere Delerey (1688)
- Josep de la Tremville (1695)
- Frederic Marcel Lanti (1712)
- Frederic Lanti de la Rovère (1741)
- Nicolau Lanti de la Rovère (1772)

## Els edificis actuals

### L'església

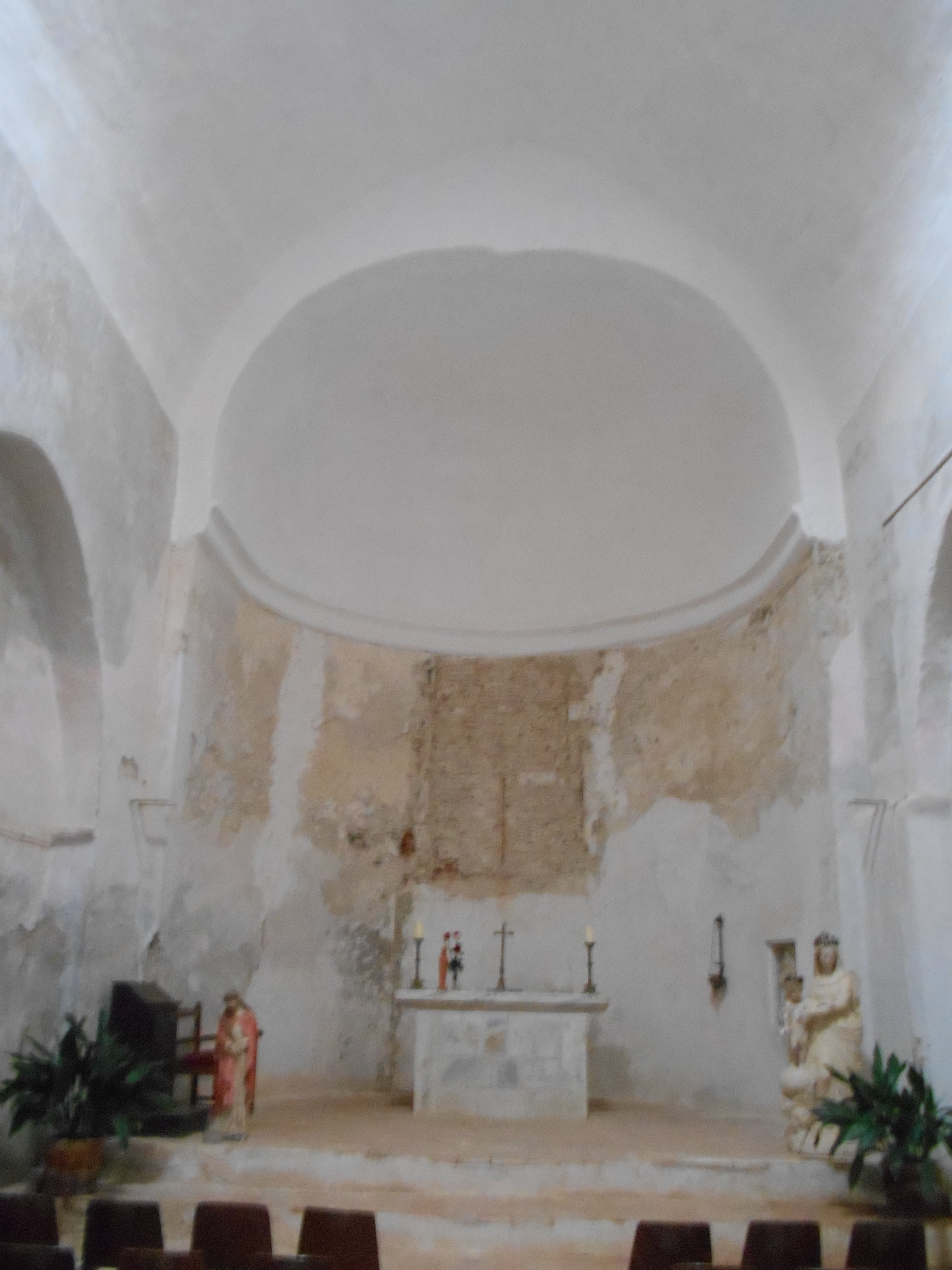
Capçalera de l'església

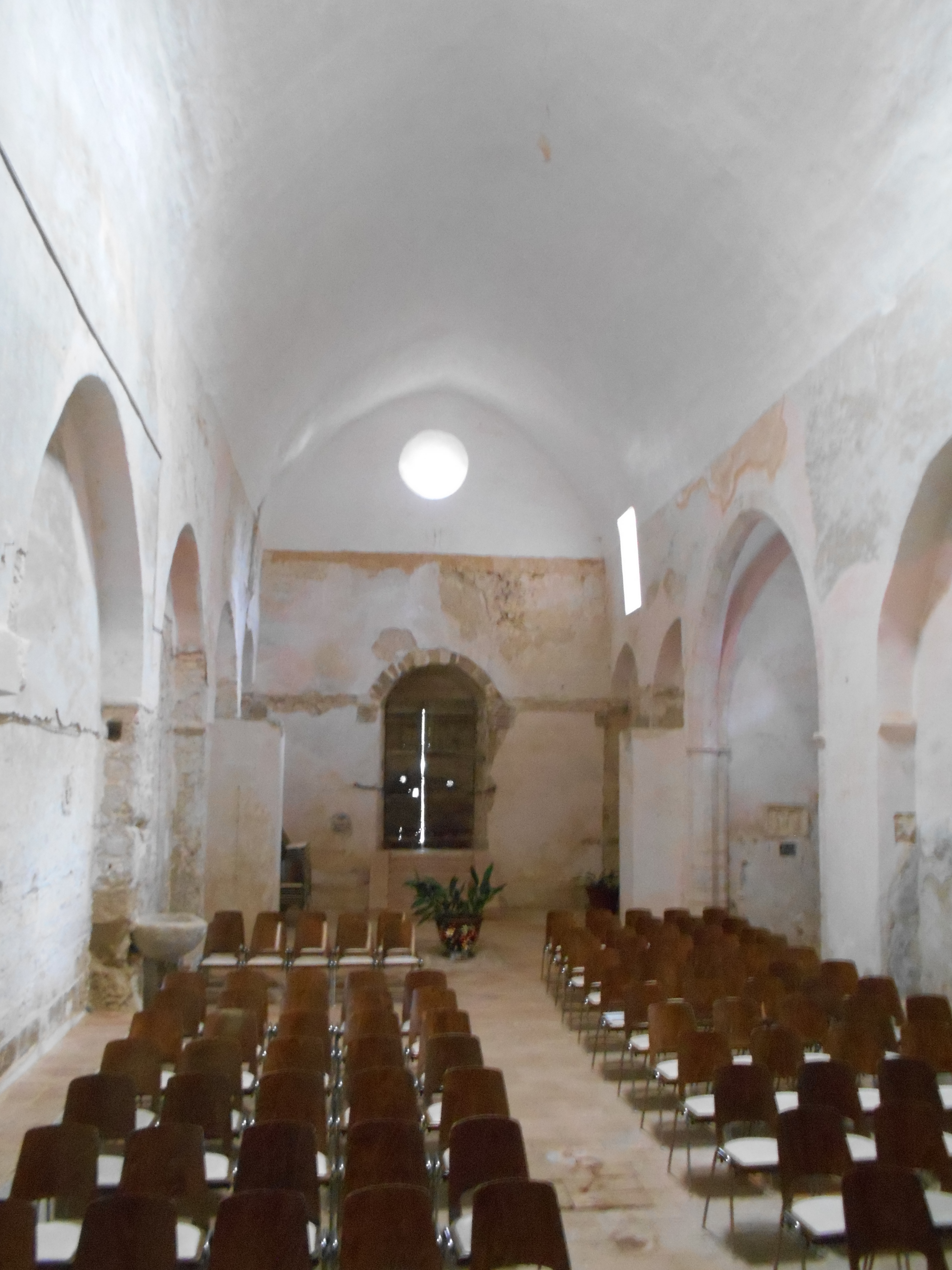
Nau i part occidental

L'església actual en reemplaça una altra de més antiga, probablement carolíngia del segle ix, dedicada a la Mare de Déu. Aquell temple primitiu era documentat encara el 1087, i ja no ho era tres anys més tard, de manera que la nova església s'hauria edificat entre el 1090 i el 1116.

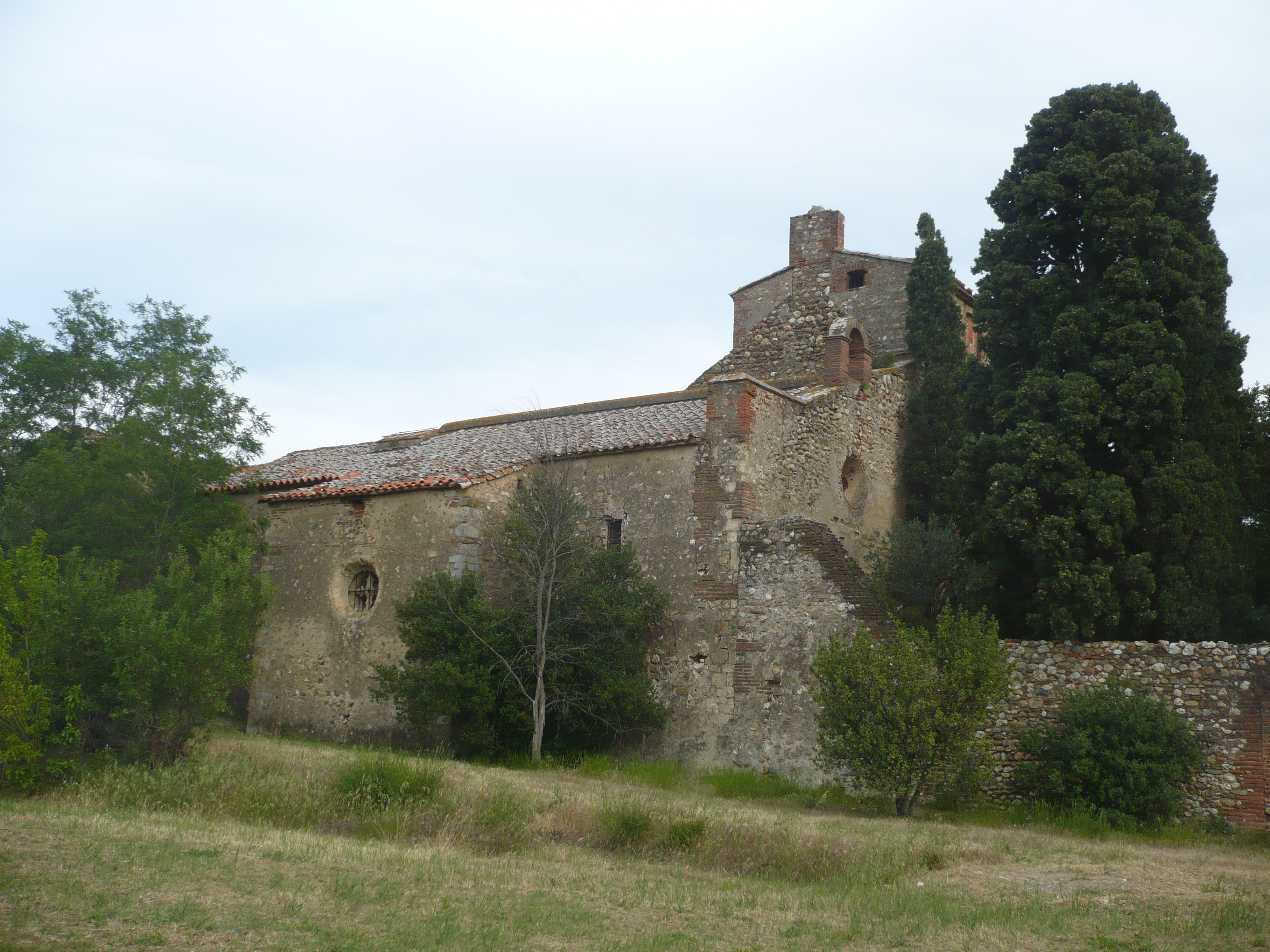
Façana nord de l'església

L'actual església conventual és de nau única amb cobertura de volta de canó seguit apuntat, sobre arcs laterals com a contraforts interiors. La capçalera és semicircular. Els murs són obrats amb còdols de riera, amb les juntes marcades amb paleta, com se solia fer a finals del segle xi. Tanmateix, presenta algunes modificacions del segle xii, moment en què s'obre el portal de l'extrem occidental de la nau i es modifica la porta de comunicació amb el claustre.
Té un remarcable portal obert a l'oest, que demostra que a més dels monjos -que entraven des del claustre per una porta més petita al sud- també acollia els habitants del proper Paçà. El temple és del segle xi. Al segle xiii li fou afegida a la façana nord una capella amb volta d'arcs ogivals. A l'angle sud-oest de la nau hi ha un campanar contemporani de l'església de finals del segle xi, o tot just una mica posterior. També hi ha una gran sala orientada de nord a sud coberta amb volta de canó seguit apuntat, com l'església. Podria tractar-se del refetor conventual, transformat modernament en magatzem agrícola.

### El claustre

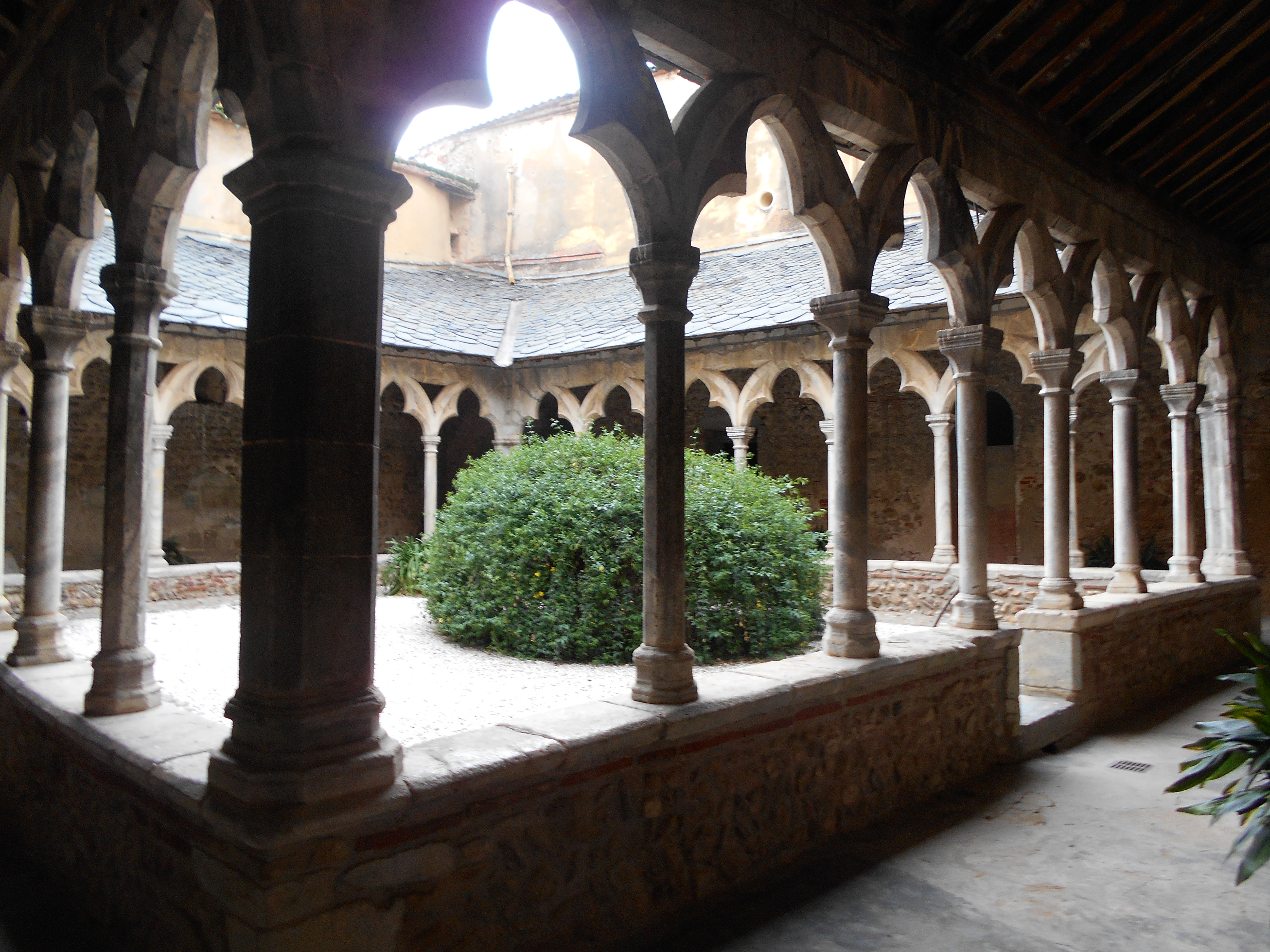
El claustre

El claustre, del primer gòtic (data del 1307), centrava les dependències monacals, des de finals del segle xviii convertides en casa senyorial dels Jaubert de Paçà. A la planta baixa es conserven algunes dependències d'època romànica, com la descrita anteriorment.

### El portal occidental

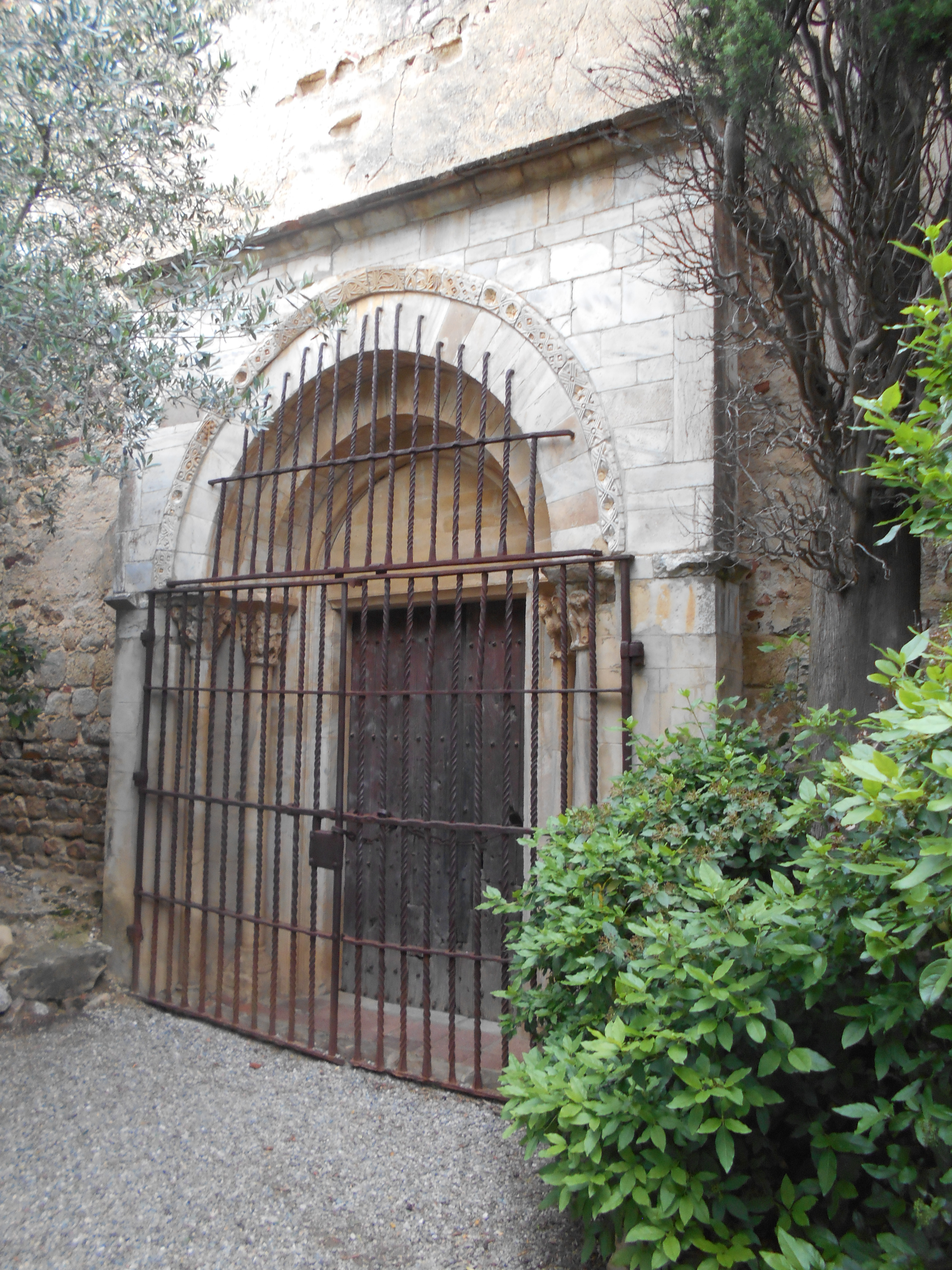
Portalada romànica del monestir

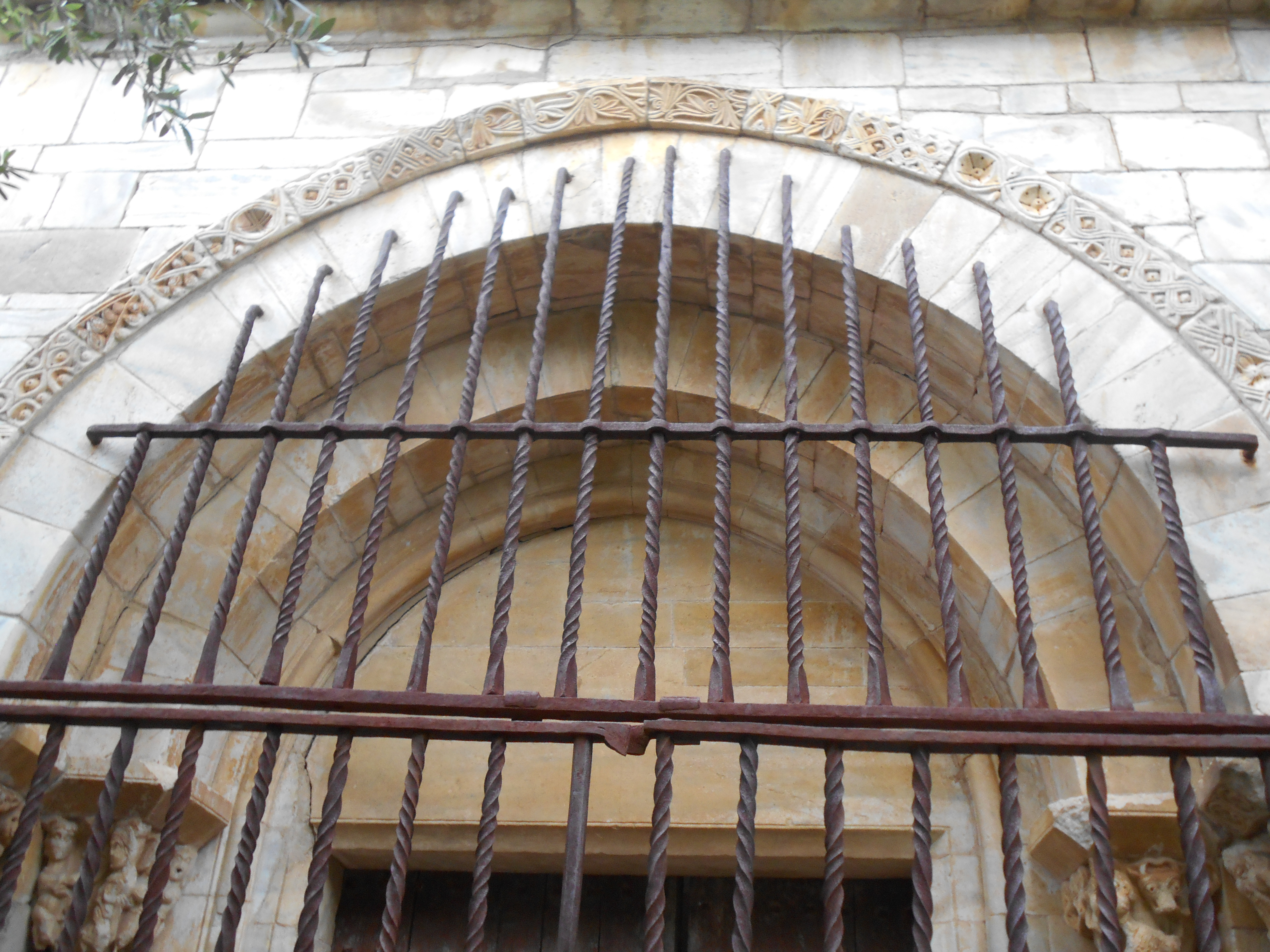
Arquivolta de la portalada romànica

El superb portal occidental, de marbre blanc de Ceret, pertany a la fi del període romànic, al darrer terç del segle xii. Està decorat amb una doble arquivolta que se suporta en quatre columnes mitjançant magnífics capitells esculpits. Aquests darrers, també en marbre, presenten uns temes i una tècnica que fan pensar en la mà del mestre de Cabestany o, si més no, en el seu taller. L'arquivolta presenta alguns motius escultòrics recognoscibles: començant per l'esquerra, el cinquè motiu és un arbre de vida en el qual és el Crist en creu que forma el tronc de l'arbre; el sisè presenta un peix -símbol cristià dels més antics- amb una creu templera en el seu interior. El vuitè presenta dos triangles entrellaçats amb unes onades a l'angle superior drets i una libèl·lula estilitzada. En aquesta representació, hom hi ha volgut veure símbols maçònics. En el novè tram es pot observar un conjunt de fulles d'acant, amb les onades com en el tram anterior i, sobretot, una mà que beneix cap a avall, en senyal d'acolliment als peregrins. Més cap a la dreta, encara hi ha d'altres representacions interessants: un 8 ajagut, símbol de l'eternitat (l'infinit), etc.

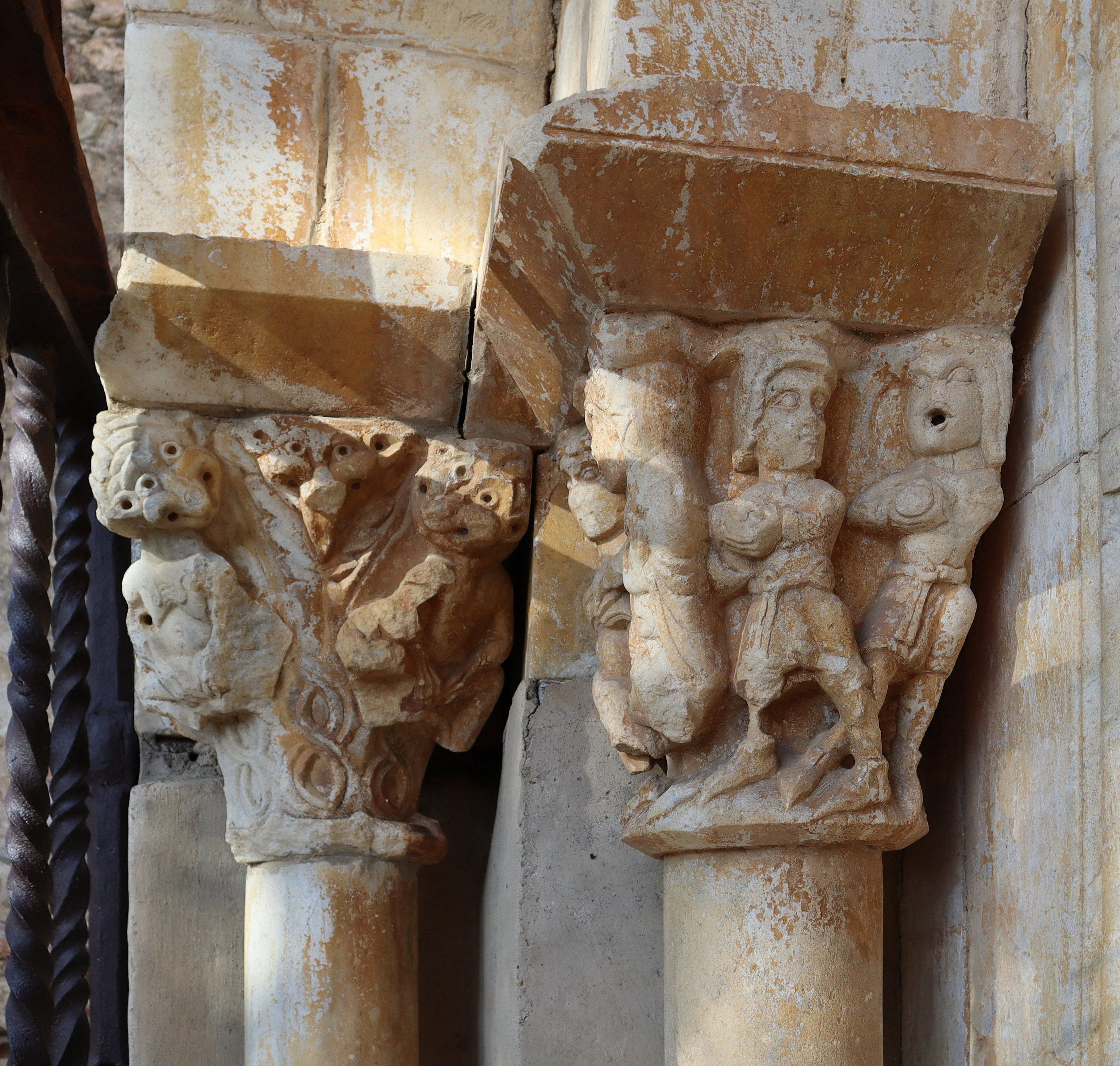
Capitells de l'esquerra

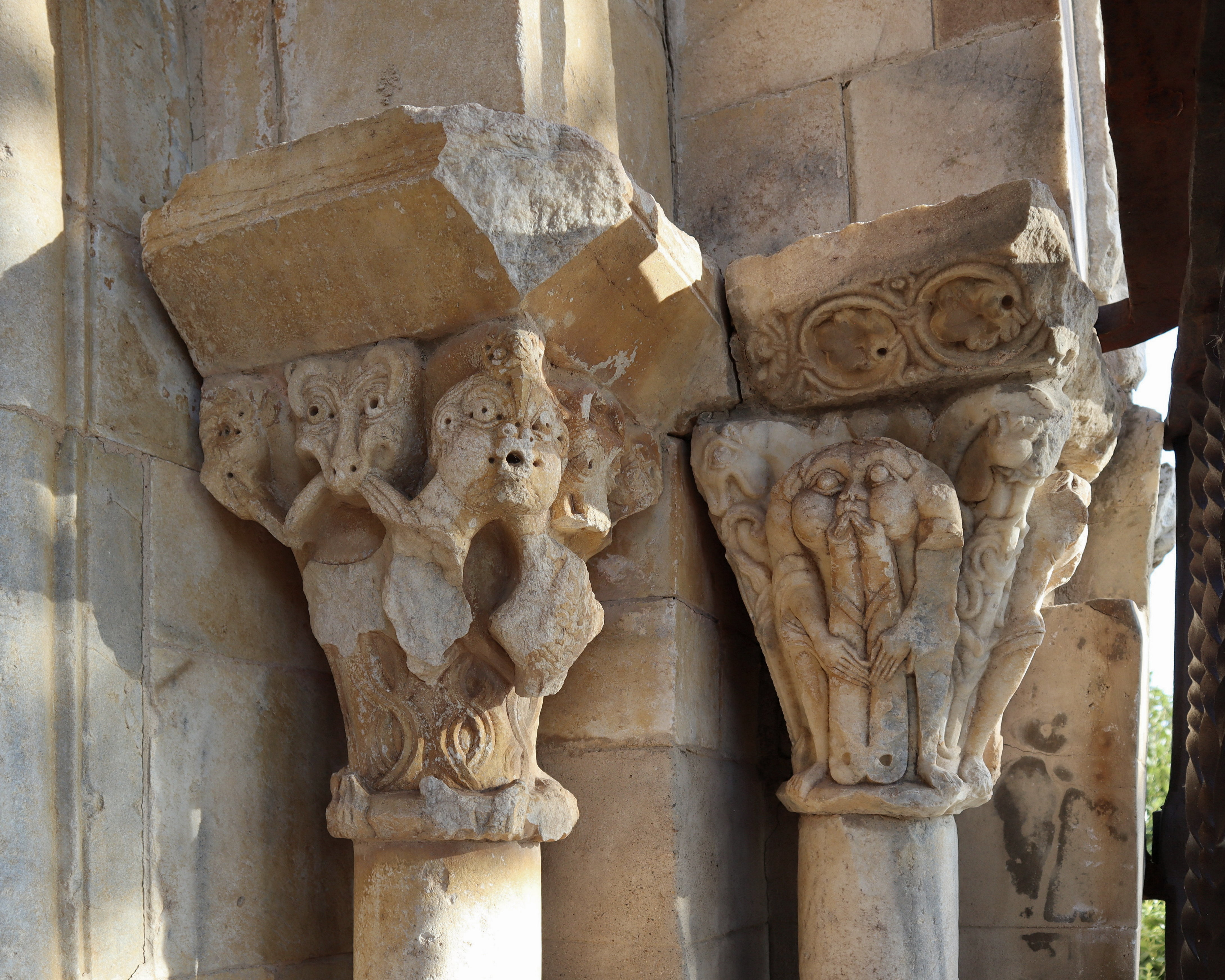
Capitells de la dreta

Els capitells pertanyen a dos grups diferents: tres representen monstres ordinaris, humans o animals, similars als que hom pot veure a Rieux-Minervois. Però hi ha un altre capitell més curiós, a l'esquerra de la façana, que mostra un personatge que lliura una creu a una dama ricament vestida. Alguns estudiosos hi han volgut veure la Invenció de la Creu per santa Helena, mare de l'emperador Constantí. Però el fet que aquest motiu aparegui també a la basílica de Sant Serni de Tolosa i al monestir de Leire de Navarra, sempre a prop d'una "visitació", apunta a la hipòtesi que es tractés d'una "Anunciació". A més a més, lligaria amb el fet que el priorat sigui dedicat a la Mare de Déu, i que el pentinat de la figura femenina del capitell s'assembla força al de dues altres obres del mestre de Cabestany: la Nativitat de Santa Maria del Voló i el timpà de la mateixa església de Cabestany.
Les altres edificacions conventuals es remunten als segles xii i xiii, com ho evidencien les finestres geminades de l'ala oest. Al centre s'hi alça un claustre gòtic amb belles arcades trilobades, obra de començaments del segle xiv (1307).
L'any 1826, Prosper Mérimée, aleshores ministre, el classificà com a Monument històric de França segurament en atenció al seu amic Francesc Jaubert de Paçà (1785-1856), hidròleg, escriptor i polític.